# Tamara Markaszanska
Tamara Michajłowna Markaszanska (ros. Тамара Михайловна Маркашанская; ur. 20 listopada 1954 w Smoleńsku) – radziecka biegaczka narciarska, zawodniczka klubu Urożaj Witebsk.
W Pucharze Świata zadebiutowała 19 lutego 1983 roku w Kawgołowie, zajmując dziewiąte miejsce w biegu na 20 km. Tym samym już w swoim debiucie zdobyła pierwsze pucharowe punkty. Na podium zawodów tego cyklu jedyny raz stanęła 9 grudnia 1983 roku w Reit im Winkl, gdzie rywalizację w biegu na 5 km ukończyła na trzeciej pozycji. W zawodach tych wyprzedziły ją jedynie dwie Czechosłowaczki: Květa Jeriová i Anna Pasiarová. Było to jej jedyne podium w zawodach tego cyklu. Najlepsze wyniki osiągnęła w sezonie 1983/1984, kiedy zajęła dziewiąte miejsce w klasyfikacji generalnej.
W 1984 roku wzięła udział w igrzyskach olimpijskich w Sarajewie, gdzie w swoim jedynym starcie zajęła trzynaste miejsce na dystansie 20 km. Nigdy nie wystąpiła na mistrzostwach świata.

## Osiągnięcia

### Igrzyska olimpijskie
| Miejsce | Dzień     | Rok  | Miejscowość | Konkurencja             | Czas biegu | Strata  | Zwyciężczyni          |
| ------- | --------- | ---- | ----------- | ----------------------- | ---------- | ------- | --------------------- |
| 13.     | 18 lutego | 1984 | Sarajewo    | 20 km stylem klasycznym | 1:01:45,0  | +3:16,7 | Marja-Lisa Hämälainen |

### Puchar Świata

#### Miejsca w klasyfikacji generalnej
- sezon 1982/1983: 35.
- sezon 1983/1984: 9.
- sezon 1986/1987: 56.

#### Miejsca na podium
| Nr | Dzień     | Rok  | Miejscowość   | Konkurencja            | Czas biegu | Miejsce | Strata | Zwyciężczyni  |
| -- | --------- | ---- | ------------- | ---------------------- | ---------- | ------- | ------ | ------------- |
| 1. | 9 grudnia | 1983 | Reit im Winkl | 5 km stylem klasycznym | ?          | 3.      | ?      | Květa Jeriová |